# Penrhyn (atol)
Penrhyn (nazywany również Tongareva lub Mangarongaro) – atol wchodzący w skład Północnych Wysp Cooka, należący administracyjnie do terytorium zależnego Nowej Zelandii – Wyspy Cooka. Atol stanowi jednocześnie jednostkę administracyjną o takiej samej nazwie.
Atol ma powierzchnię 9,8 km² i otacza lagunę o powierzchni 233 km². Zamieszkany jest przez 226 mieszkańców (dane na 2016 rok). W skład atolu wchodzi 13 większych wysp i kilkadziesiąt drobnych wysepek, z których najważniejsze to: Tokerau, Ruahara, Pokerekere, Tepuka, Atutahi, Mangarongaro, Moananui i Matunga.
Na atolu znajdują się dwie miejscowości: Omoka położona na wyspie Moananui i zamieszkana przez 152 osoby (dane szacunkowe na 2007) oraz Te Tautua położona na wyspie Pokerekere. Na wyspie Moananui znajduje się również lotnisko.
Atol został odkryty w 1788, a w 1864 znaczna część ludności (około 1000 osób) została uprowadzona przez peruwiańskich łowców niewolników i wywieziona do Ameryki Południowej. Od 1888 wraz z innymi wyspami archipelagu stanowi protektorat brytyjski, zwany od 1891 Cook Islands Federation. W 1901 atol wraz z całymi Wyspami Cooka został przekazany Nowej Zelandii. Od początku XX wieku do atolu roszczenia zgłaszały Stany Zjednoczone. W 1980 roku został podpisany traktat pomiędzy Nową Zelandią a Stanami Zjednoczonymi, na mocy którego Stany Zjednoczone uznały zwierzchność Nowej Zelandii nad wyspami.

## Demografia
Liczba ludności zamieszkującej atol Penrhyn:
| 1971 | 1976 | 1981 | 1986 | 1996 | 2001 | 2006 | 2011 | 2016 |
| ---- | ---- | ---- | ---- | ---- | ---- | ---- | ---- | ---- |
| 612  | 531  | 608  | 497  | 606  | 357  | 255  | 213  | 226  |

Od połowy XX wieku, pomimo wysokiego przyrostu naturalnego, liczba ludności atolu spada. Głównym powodem takiego stanu rzeczy jest emigracja zarobkowa na największą i najludniejszą spośród Wysp Cooka Rarotongę oraz do Nowej Zelandii.